# Banksinoma watanabei
Banksinoma watanabei är en kvalsterart som beskrevs av Aoki 2002. Banksinoma watanabei ingår i släktet Banksinoma och familjen Thyrisomidae. Inga underarter finns listade.